# 1956-os finn labdarúgó-bajnokság (első osztály)
Az 1956-os finn labdarúgó-bajnokság (Mestaruussarja) a finn labdarúgó-bajnokság legmagasabb osztályának huszonhatodik alkalommal megrendezett bajnoki éve volt. A pontvadászat 10 csapat részvételével zajlott. A bajnokságot a KuPS Kuopio csapata nyerte.

## Bajnokság végeredménye
| #  | Csapat            | M  | Gy | D | V  | RG | KG | Pont |
| -- | ----------------- | -- | -- | - | -- | -- | -- | ---- |
| 1  | KuPS Kuopio (B)   | 18 | 11 | 5 | 2  | 31 | 12 | 27   |
| 2  | HJK Helsinki      | 18 | 9  | 3 | 6  | 39 | 28 | 21   |
| 3  | KIF Helsinki      | 18 | 7  | 6 | 5  | 32 | 18 | 20   |
| 4  | IKissat Tampere   | 18 | 9  | 2 | 7  | 33 | 36 | 20   |
| 5  | Haka Valkeakoski  | 18 | 6  | 5 | 7  | 18 | 18 | 17   |
| 6  | VPS Vaasa         | 18 | 7  | 3 | 8  | 29 | 30 | 17   |
| 7  | KTP Kotka         | 18 | 7  | 3 | 8  | 28 | 29 | 17   |
| 8  | HPS Helsinki      | 18 | 7  | 2 | 9  | 28 | 34 | 16   |
| 9  | VIFK Vaasa (K)    | 18 | 6  | 1 | 11 | 25 | 32 | 13   |
| 10 | Pyrkivä Turku (K) | 18 | 6  | 0 | 12 | 20 | 46 | 12   |

## Külső hivatkozások
- Hivatalos honlap (finnül)
- Finnország – Az első osztály tabelláinak listája az RSSSF-en (angolul)